# Colesville (New York)
Pour les articles homonymes, voir Colesville.
Colesville est une ville du comté de Broome, dans l' État de New York, aux États-Unis,. En 2020, elle comptait une population de 4 877 habitants, estimée au 1er juillet 2021 à 4 832 habitants. La ville est incorporée en 1821.

## Démographie
Lors du recensement de 2020, la ville comptait une population de 4 877 habitants. Elle est estimée, en 2016, à 10 876 habitants.

## Personnalités liées à la ville
- Alice Freeman Palmer (1855-1902), universitaire américaine.